# Tōbu série 500
La série 500 (500系, 500-kei) est un type de rame automotrice exploitée par l'opérateur ferroviaire privé Tōbu au Japon depuis 2017.

## Description
Les rames sont composées de 3 caisses en alliage d'aluminium fabriquées par Kawasaki Heavy Industries. Le design extérieur et intérieur a été réalisé par la société Ken Okuyama Design.
Les rames sont appelées Revaty (リバティ), un mot-valise composé des termes anglais Liberty et Variety.

## Histoire
La première rame est entrée en service le 21 mars 2017.
La série a remporté un Laurel Prize en 2018.

## Services
Les rames sont affectées aux services suivants :
- Revaty Kegon entre Asakusa et Tōbu-Nikkō,
- Revaty Kinu entre Asakusa et Shin-Fujiwara,
- Revaty Aizu entre Asakusa et Aizu-Tajima,
- Revaty Ryomo entre Asakusa et Tatebayashi,
- Skytree Liner entre Asakusa et Kasukabe,
- Urban Park Liner entre Asakusa, Ōmiya, Nodashi et Unga.

## Galerie photos

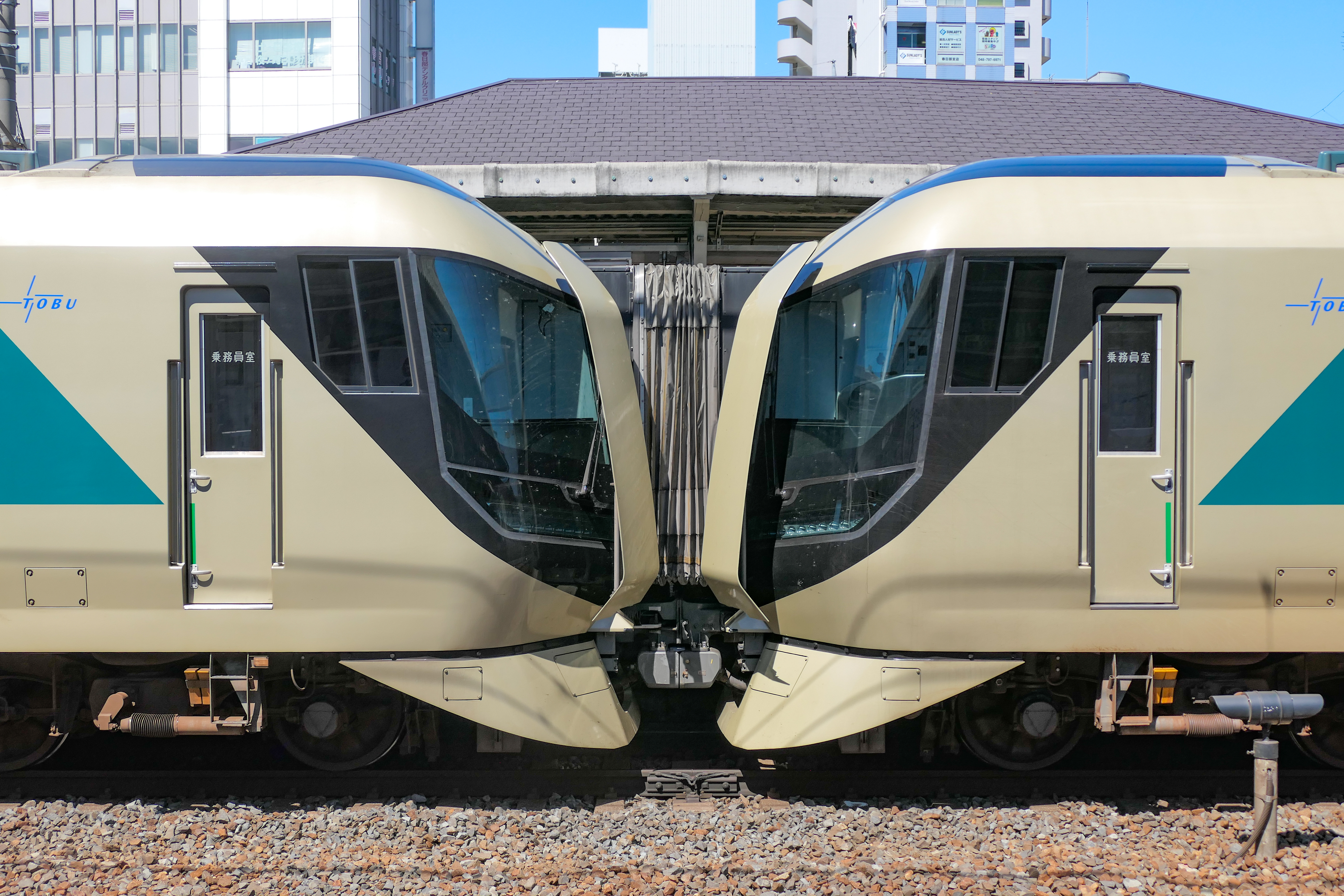
Deux rames accouplées.
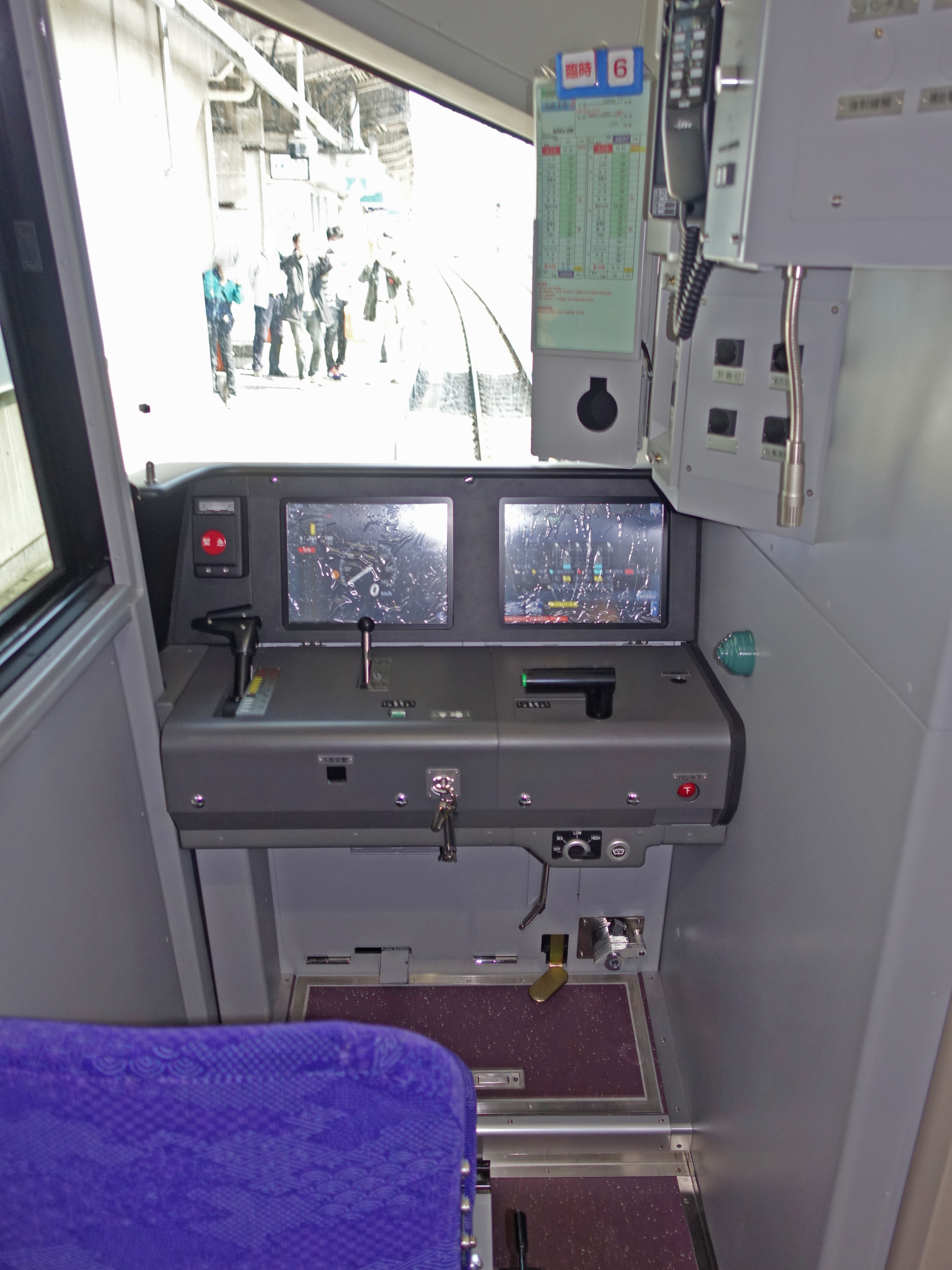
Cabine de conduite.
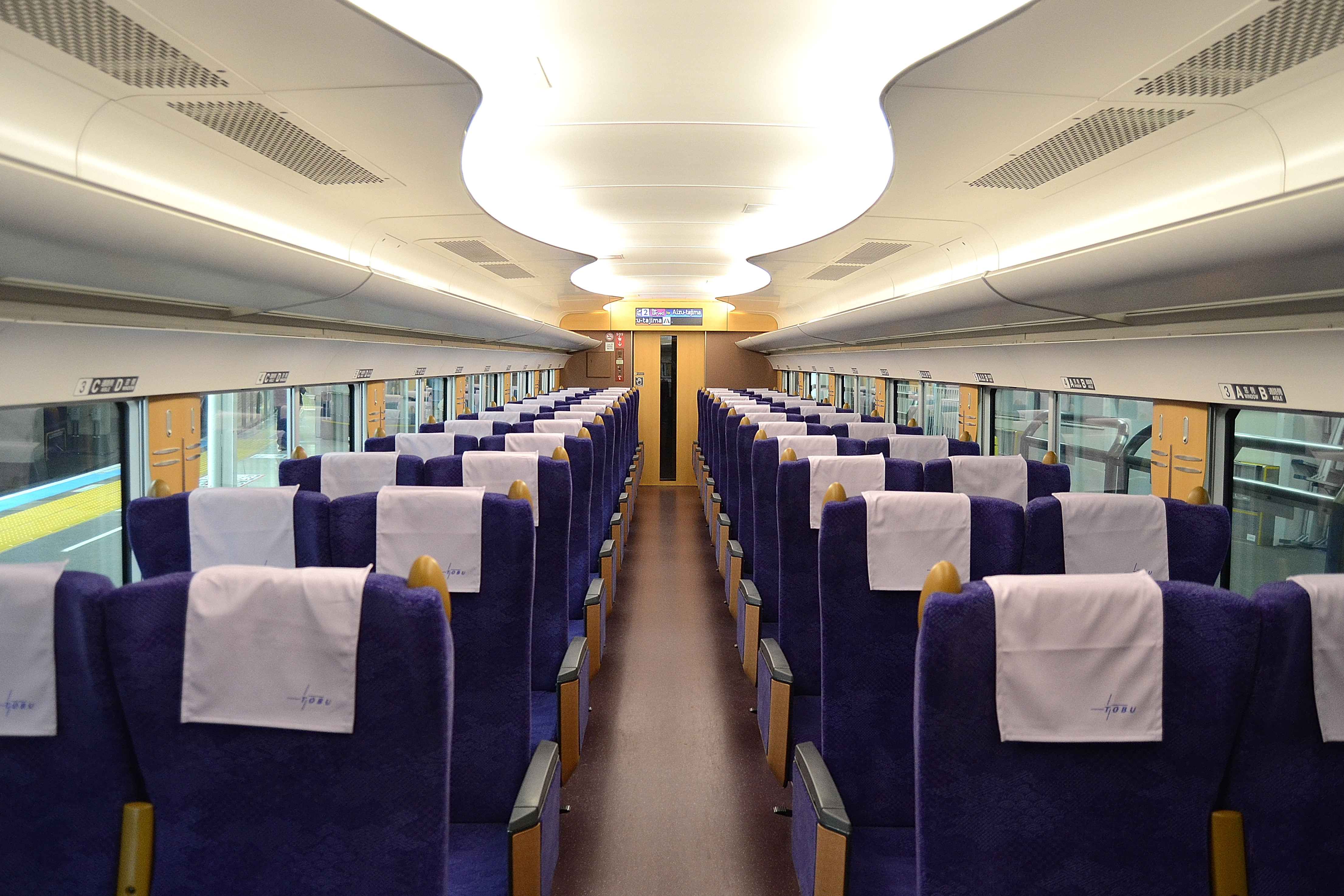
Espace voyageurs.